# Barbus brichardi
Barbus brichardi är en fiskart som beskrevs av Max Poll och Lambert, 1959. Barbus brichardi ingår i släktet Barbus och familjen karpfiskar. IUCN kategoriserar arten globalt som livskraftig. Inga underarter finns listade.